# Acratosaura
Acratosaura – rodzaj jaszczurek z rodziny okularkowatych (Gymnophthalmidae).

## Zasięg występowania
Rodzaj obejmuje gatunki występujące endemicznie w Brazylii. 

## Systematyka

### Etymologia
Acratosaura: gr. ακρατος „czysty, nie zmieszany”; rodzaj Colobosaura Boulenger, 1887.

### Podział systematyczny
Do rodzaju należą następujące gatunki: 
- Acratosaura mentalis
- Acratosaura spinosa